# Lucas Gernler
Lucas Gernler (aussi orthographié Lukas Gernler) est un théologien protestant et professeur d'université suisse, né à Bâle le 19 août 1625 et mort dans la même ville le 9 février 1675.

## Biographie

### Origines et famille
Lukas Gernler naît le 19 août 1625 à Bâle. Il est originaire du même lieu. 
Son père, Johann Gernler, est archidiacre ; sa mère est née Maria Just.
Il épouse Maria Magdalena Zwinger, fille du théologien protestant Theodor Zwinger.

### Études et parcours de prédicateur
Il suit des études de théologie à l'Université de Bâle, puis entreprend un vaste voyage de formation à travers la Suisse, la France, l'Angleterre et les Pays-Bas. 
À son retour en 1648, il accepte le poste de prédicateur de la cour auprès de Jean Louis d'Erlach à Brisach. Deux ans plus tard, en 1650, il rejoint la cathédrale de Bâle en tant qu'assistant. En 1653, il devient assistant en chef et, le 9 février 1655, antistès bâlois. Il occupe cette dernière fonction jusqu'à sa mort.

### Parcours universitaire
En plus de sa carrière de prédicateur, Gernler entame une carrière académique. En 1656, après avoir obtenu le titre de docteur en théologie, il est nommé professeur locorum communium et controversiarum[réf. souhaitée]. En 1659 et 1673, il est recteur de l'université. En 1665, il accède à la chaire d'Ancien Testament.

### Positionnement et accomplissements
Cherchant à renforcer les buts de la Réforme et les structures de l'Église par sa théologie stricte et anti-unioniste, il se préoccupe aussi d'améliorer la moralité publique et les écoles de Bâle, obtenant la création d'un orphelinat pour Bâle ainsi que l'agrandissement du gymnase.
Il compte parmi les principaux prédicateurs de son temps et défend vigoureusement le point de vue orthodoxe. S'il critique l'absolutisme politique, son action d'homme d'Église n'est pas sans présenter des traits absolutistes.

## Œuvres
- (la) Disputationes exegeticae in confessionem helveticam [Discussions exégétiques sur la confession suisse], Bâle, 1661.
- (la) Lucas Gernler, Johann Rudolf Wettstein et Johann Buxtorf le jeune, Syllabus controversiarum religionis, quae ecclesiis orthodoxis cum quibuscunque adversariis intercedunt [Syllabus des controverses religieuses, qui opposent les Églises orthodoxes à d'éventuels adversaires], Bâle, Decker, 1662.
- (de) Von Gebürlicher Betraurung der Todten: Gehalten in der Pfarkirchen bey St. Leonhard in Basel [Du deuil des morts : célébré dans l'église paroissiale près de Saint-Léonhard à Bâle], Bertsche, Bâle, 1669.